# Emmelia guttifera
Emmelia guttifera is een vlinder van de familie van de uilen (Noctuidae). De wetenschappelijke naam van deze soort is voor het eerst voorgesteld als Acontia guttifera door Cajetan Freiherr von Felder, Rudolf Felder en Alois Friedrich Rogenhofer in een publicatie uit 1875.

## Verspreiding
De soort komt voor in tropisch Afrika waaronder Kenia, Tanzania, Angola, Malawi, Mozambique, Namibië, Zimbabwe, Zuid-Afrika en Eswatini.

## Ondersoorten
- Emmelia guttifera elegans (Hacker, Legrain & Fibiger, 2008) (Kenia, Tanzania)
- Emmelia guttifera guttifera (Felder & Rogenhofer, 1875) (Angola, Malawi, Mozambique, Namibië, Zimbabwe, Zuid-Afrika, Eswatini)